# Classe De Soto County
La classe De Soto County est une classe de Landing Ship Tank construits pour la marine américaine dans les années 1950. Certains navires ont ensuite servi dans les marines brésilienne et italienne. 

## Développement
Dans les années 1950, la construction de huit navires est lancée dans plusieurs chantiers navals, la construction de l'un d'eaux est finalement annulée. Cinq navires sont mis hors service en 1972, les LST-1171 et LST-1175 sont vendus à l'Italie. Le Brésil a également acquis le LST-1174 et l'a mis en service. Le LST-1176 est converti en navire de soutien de la canonnière de patrouille et reclassé AGP-1176. Le LST-1178 devait être converti en navire de soutien pour les hydroptères de classe Pegasus, mais les plans ont ensuite échoué.

## Navires
| Pennant number                         | Nom                                    | Callsign                               | Chantier                               | Lancement                              | En service                             | Désarmement                            | Etat                                                               |
| De Soto County-class tank landing ship | De Soto County-class tank landing ship | De Soto County-class tank landing ship | De Soto County-class tank landing ship | De Soto County-class tank landing ship | De Soto County-class tank landing ship | De Soto County-class tank landing ship | De Soto County-class tank landing ship                             |
| -------------------------------------- | -------------------------------------- | -------------------------------------- | -------------------------------------- | -------------------------------------- | -------------------------------------- | -------------------------------------- | ------------------------------------------------------------------ |
| LST-1171                               | De Soto County                         | NIOD                                   | Avondale Shipyard                      | 28 février 1957                        | 10 juin 1958                           | 17 juillet 1972                        | Vendu à l'Italie et renommé Nave Grado (L9890), désarmé en 1989    |
| LST-1172                               | Annulé                                 | Annulé                                 | Annulé                                 | Annulé                                 | Annulé                                 | Annulé                                 | Annulé                                                             |
| LST-1173                               | Suffolk County                         | NVWD                                   | Boston Naval Shipyard                  | 5 septembre 1956                       | 15 août 1957                           | 25 août 1972                           | Désarmé en 1999                                                    |
| LST-1174                               | Grant County                           | NIOF                                   | Avondale Shipyard                      | 12 octobre 1956                        | 17 décembre 1957                       | 15 janvier 1973                        | Vendu au Brésil et renommé Duque de Caxias (G 26), état inconnu    |
| LST-1175                               | York County                            | NVWF                                   | Newport News Shipbuilding              | 5 mars 1957                            | 8 novembre 1957                        | 17 juillet 1972                        | Vendu à l'Italie et renommé Nave Caorle (L9891), Désarmé plus tard |
| LST-1176 / AGP-1176                    | Graham County                          | NIOH                                   | Newport News Shipbuilding              | 9 septembre 1957                       | 17 avril 1958                          | 1 mars 1977                            | état inconnu                                                       |
| LST-1177                               | Lorain County                          | NVWO                                   | American Shipbuilding                  | 22 juin 1957                           | 3 octobre 1958                         | 1 septembre 1972                       | Désarmé en octobre 2002                                            |
| LST-1178                               | Wood County                            | NIOJ                                   | American Shipbuilding                  | 14 décembre 1957                       | 5 août 1959                            | 1 mai 1972                             | désarmé en juillet 2002                                            |